# Günter Mack
Günter Mack (Augsburg, 12 dicembre 1930 – Gröbenzell, 27 marzo 2007) è stato un attore tedesco.

## Biografia
Dopo il bombardamento di Augusta durante la seconda guerra mondiale Mack si sposta nel giugno 1944 con altri camerati alla Darmstädter Haus, dove inizierà a recitare nella filodrammatica; assieme a Walter Schellemann e Wilhelm Girstenbrey. Durante la scuola recita professionalmente. La rinomata Otto-Falckenberg-Schule di Monaco la frequenta nel 1948 per pochi mesi. Continuerà a studiare privatamente a Monaco per due anni.
Nel 1949 viene ingaggiato al Städtischen Bühnen in Augsburg. Dal 1952 al 1955 recita al Landestheater Coburg, dal 1955 al 1957 al Städtischen Bühnen Münster e dal 1957 al 1959 al Pfalztheater di Kaiserslautern. Dagli anni '60 recita in oltre 150 produzioni televisive ZDF come Unter einem Dach e Alle meine Töchter.
Günter Mack muore a 76 anni per tumore. Vedovo dal 1996 della moglie Wiltrud, con una figlia, Susanne. Dopo la separazione da Ulrike Luderer visse fino alla morte con Renate von Hagemeister.

## Onorificenze
- 1979: Goldene Kamera per la serie Hiob

## Colleagamenti esterni
- (EN) Günter Mack, su IMDb, IMDb.com.
- steffi-line.de: Günter Mack

| Controllo di autorità | VIAF (EN) 64217094 · ISNI (EN) 0000 0001 1446 2597 · LCCN (EN) no2010009900 · GND (DE) 141156449 · BNF (FR) cb14201752g (data) · J9U (EN, HE) 987007399862005171 |